# Rimutaka Tunnel
Rimutaka Tunnel – tunel kolejowy położony w Nowej Zelandii, prowadzi przez góry Rimutaka. Biegnie w pobliżu miast Maymorn, Upper Hutt i Featherston.

## Długość
Tunel ma 8798 metrów (5,467 mil) długości, jest drugim pod względem długości tunelem w Nowej Zelandii i jednym z dłuższych na półkuli południowej. W swoim czasie był najdłuższym tunelem w państwie, wyprzedzając Otira Tunnel na Wyspie Południowej, jednak po zbudowaniu Kaimai Tunnel w 1978 roku (8,88 km, 5,55 mil) (w pobliżu miasta Tauranga) Rimutaka Tunnel spadł na drugie miejsce. Jest obecnie najdłuższym tunelem w Nowej Zelandii, przez który przejeżdżają pociągi pasażerskie.

## Historia
Tunel został zbudowany na potrzeby dużego pociągu Rimutaka Incline, tak szerokiego, by pociąg mógł przez tunel przejechać. Budowę zaczęto w 1948 roku, zaś tunel do użytku oddano 3 listopada 1955.

## Zużytkowanie tunelu

### Pasażerowie
Firma Tranz Metro obsługuje pociąg Wairarapa Connection (kursujący między Wellington a Masterton). Przez tunel przejeżdżają również pociągi wycieczkowe np. te zmierzające na festiwal Toast Martinborough.

### Przewóz towarów
Tunel jest używany przez niektóre pociągi kursujące z Wellington do Napier i z Wairarapa do Wellington. Pociągi przewożą przede wszystkim drewno i wyroby drewniane.